# O călărire în zori
„O călărire în zori” este o poezie scrisă de Mihai Eminescu și publicată pentru prima dată în numărul din 15/27 mai al revistei Familia.